# ويتسينية
الويتسينية (الاسم العلمي: Witsenia maura)، جنس نباتات مُزهرة من فصيلة السوسنية، تم وصفه لأول مرة على أنه جنس في عام 1782. هناك نوع واحد معروف منه، Witsenia marua، يستوطن مقاطعة كيب في غرب جنوب أفريقيا.
اسم الجنس مُهدى لعالم النبات نيكولاس ويتسين.